# 佩利萊奧
佩利萊奧（西班牙語：Pelileo），是厄瓜多爾的城鎮，位於該國中部，由通古拉瓦省負責管轄，是佩利萊奧縣的首府，始建於1570年6月29日，海拔高度2,600米，2010年人口10,103。